# Colonne sonore di Twin Peaks
Con colonne sonore di Twin Peaks ci si riferisce alle musiche composte da Angelo Badalamenti con la collaborazione di David Lynch per le due stagioni della serie televisiva I segreti di Twin Peaks, il relativo prequel Fuoco cammina con me, nonché per la serie del 2017 Twin Peaks.

## Prima stagione
| Recensione   | Giudizio       |
| ------------ | -------------- |
| AllMusic     |                |
| The Guardian | Positivo       |
| Onda Rock    | Pietra miliare |

L'album della colonna sonora della prima stagione viene pubblicato dalla Warner Bros. per il mercato mondiale l'11 settembre 1990.
Viene accreditato con il titolo Soundtrack from Twin Peaks, Music from Twin Peaks, Twin Peaks [Original TV Soundtrack] o Twin Peaks.
Le musiche sono composte da Angelo Badalamenti, storico collaboratore di David Lynch. Il regista è anche autore dei testi dei tre brani non strumentali cantanti da Julee Cruise: Falling (versione non strumentale di quello che diventerà il tema principale della serie), Into the Night e The Nightingale. Queste ultime tracce sono disponibili anche nel disco di Julee Cruise da cui sono tratte, Floating Into the Night pubblicato nel 1989.
I brani cantati dalla Cruise vengono inseriti nella narrazione perlopiù in modo intradiegetico durante gli spettacoli musicali che si svolgono alla Roadhouse, sono perciò occasionali suoi cameo durante il corso della serie, come ad esempio nell'episodio pilota in cui la si vede esibirsi cantando Falling e The Nightingale, e in Anime solitarie, in cui si esibisce con Rockin' Back Inside My Heart. Non compare fisicamente la Cruise invece nell'episodio I sogni di Cooper, in cui è solo possibile udire un breve frammento del brano Into The Night inciso appunto da lei, riprodotto su un giradischi durante una scena.
Il genere spazia dal jazz all'elettronica, dall'ambient al dream pop, dalle musiche western a quelle da film noir. È inoltre molto frequente l'uso della dissonanza e della sospensione.
Brian Mansfield su AllMusic la descrive come «una delle più belle colonne sonore composte per la televisione.»

### Brani

#### Theme/Falling
Badalamenti ha dichiarato: «[Lynch] voleva qualcosa in chiave minore, oscuro e minaccioso, ma anche qualcosa di piacevole, che fa male in anticipo, costruito in modo tale da lacerarti le budella e ma andare poi via lentamente.»
La sigla è talvolta erroneamente attribuita a Ennio Morricone.
Per Falling, che durante la settimana dal 30 giugno 1990 ha raggiunto l'undicesima posizione nella classifica Billboard Alternative Songs, è stato prodotto anche un videoclip.
Nel 2010 Pitchfork considera Falling la 146ª canzone più bella degli anni novanta.
Il tema della sigla viene invece campionato in: Build a Fire di The KLF, Moment of Tranquility di Apoptygma Berzerk, Twin Peaks Theme Fallin di Minimalistix e nella versione live di Heartbeats dei The Knife.

#### Laura Palmer's Theme
Il singolo Go di Moby, oltre a contenere campionature di Go! dei Tones on Tail e Love's Gonna Get You di Jocelyn Brown, contiene un sample della base iniziale di Laura Palmer's Theme. Il brano di Moby è stato a sua volta remixato numerose volte: una delle versioni più conosciute, Go (Woodtick Mix), fa riferimento al fatto che Cooper nell'episodio L'ultima cena è stato ferito da uno dei tre proiettili che gli hanno sparato perché ha dovuto alzare il giubbotto antiproiettile per allontanare una zecca (Woodtick in lingua inglese). Nel 2009 Lynch collabora con Moby dirigendo e animando il videoclip di Shot In The Back of The Head.
Laura Palmer's Theme viene campionata anche in: Twin Freaks di Gateway Experience, My First Fantastic F.F. di Jam & Spoon, Catchy dei Pizzicato Five, Return to Zero di Marshall Masters, Timeless di ABT, Blue Rose di Teebee, Noise Maker degli Infected Mushroom, Insane di Dark Monks e Radar di Jon Convex.

#### Audrey's Dance
Audrey's Dance è una traccia strumentale composta da Angelo Badalamenti e da lui prodotta insieme a David Lynch. Il brano appare già nell'episodio pilota della serie, trasmesso l'8 aprile 1990, ma la scena più famosa dove è incluso si trova in Tracce verso il nulla. Il titolo del pezzo è ispirato al personaggio di Audrey Horne, che danza da sola ascoltando la canzone al jukebox del Double R Diner.
Audrey's Dance è un pezzo in stile cool jazz con una distintiva linea di basso, schiocchi di dita ritmici, e batteria suonata con le spazzole. La composizione condivide elementi stilistici e melodici di altri brani della colonna sonora di Twin Peaks. A dispetto del titolo, la canzone accompagna in sottofondo anche altri personaggi e non solo Audrey, in particolare Bobby Briggs.

### Tracce
Testi di David Lynch, musiche di Angelo Badalamenti; edizioni musicali Anlon Music/Bobkind Music.
1. Twin Peaks Theme – 5:06 (edizioni musicali Anlon Music/O.K. Paul Music)
2. Laura Palmer's Theme – 4:52
3. Audrey's Dance – 5:17
4. The Nightingale – 4:56 (edizioni musicali Anlon Music/O.K. Paul Music) – interpretata da Julee Cruise
5. Freshly Squeezed – 3:48
6. The Bookhouse Boys – 3:29
7. Into the Night – 4:44 (edizioni musicali Anlon Music/O.K. Paul Music) – interpretata da Julee Cruise
8. Night Life in Twin Peaks – 3:27
9. Dance of the Dream Man – 3:41
10. Love Theme From Twin Peaks – 5:04
11. Falling – 5:23 (edizioni musicali Anlon Music/O.K. Paul Music) – interpretata da Julee Cruise

Durata totale: 49:47

## Seconda stagione
Il titolo dell'album viene accreditato come Twin Peaks: Season Two Music And More, Twin Peaks: All New Season Two Music e Twin Peaks - Season Two Music And More.
Sono presenti anche due tracce nascoste in negativo: Abstract Mood e Credit Boogie. Quest'ultima è la canzone che viene suonata da Gersten, una delle sorelle minori di Donna, interpretata da Alicia Witt, al termine dell'episodio Che il Gigante sia con te.
Nonostante I'm Hurt Bad sia contenuta nell'album della seconda stagione, si può sentire già nell'episodio pilota, quando Bobby la dedica alle cameriere Norma e Heidi, così come Blue Frank comparirà invece due anni più tardi solo all'interno del film Fuoco cammina con me, nella scena dove Laura Palmer incontra casualmente dopo alcuni mesi Ronette Pulaski, all'interno del locale al confine fra Canada e Stati Uniti in cui si era recata per trascorrere una serata all'insegna di sesso e droga.

### Tracce
Testi di David Lynch, musiche di Angelo Badalamenti, eccetto dove indicato.
1. Love Theme (Intro) – 2:21
2. Shelly – 2:17
3. New Shoes – 3:47
4. High School Swing – 1:51
5. Hayward Boogie – 2:16
6. Blue Frank – 5:12 (musica: David Lynch)
7. Audrey's Prayer – 2:10
8. I'm Hurt Bad – 2:31
9. Cop Beat – 1:56
10. Harold's Theme – 1:42
11. Barbershop – 1:25
12. Night Bells – 2:47
13. Just You – 3:36 (testo: David Lynch)
14. Drug Deal Blues – 3:08
15. Audrey – 2:27
16. Josie and Truman – 4:31
17. Hook Rug Dance – 2:24
18. Packard's Vibration – 2:39
19. Half Heart – 5:31
20. Laura's Dark Boogie – 5:01
21. Dark Mood Woods/The Red Room – 9:01
22. Love Theme Farewell – 2:34

Durata totale: 71:07

## Fuoco cammina con me

### Twin Peaks: Fire Walk with Me
Twin Peaks: Fire Walk with Me è l'album colonna sonora del film Fuoco cammina con me di David Lynch (1992). Tra le dodici tracce vi sono Sycamore Trees (cantata da Jimmy Scott), Question in a Blue World eseguita da Julee Cruise e A Real Indication e The Black Dog Runs at Night, dove a prestare la voce è lo stesso Angelo Badalamenti.
Il brano Sycamore Trees nonostante sia incluso nella colonna sonora del film lo si può sentire nella puntata 22 della seconda stagione di Twin Peaks.
David Lynch suona le percussioni nei brani 5 e 8.

#### Tracce
Testi di David Lynch, musiche di Angelo Badalamenti.
1. Theme from Twin Peaks – 6:40
2. The Pine Float – 3:58
3. Sycamore Trees (interpretata da Jimmy Scott) – 3:20
4. Don't Do Anything (interpretata da Angelo Badalamenti) – 7:17
5. A Real Indication Me – 5:31
6. Questons in a World of Blue (interpretata da Julee Cruise) – 4:50
7. The Pink Room – 4:02
8. The Black Dog Runs at Night (interpretata da Angelo Badalamenti) – 1:45
9. Best Friend – 2:12
10. Moving Throught Time – 6:41
11. Montage from Twin Peaks (include i brani Girl talky-Bird in hell-Laura palmer's theme- Falling) – 5:27
12. The Voice of Love – 3:55

## The Twin Peaks Archive
The Twin Peaks Archive è un compilation in download digitale contenente 211 tracce inedite e mai incluse nella serie televisiva o nel film prequel.
Il progetto nasce nel 2011 quando nel sito ufficiale di David Lynch viene creata una sezione nella quale si potevano ascoltare versioni inedite ed alcune rarità di brani mai diventati colonna sonora del progetto Twin Peaks.
La compilation ufficiale viene messa in commercio nel 2012.

### Tracce
1. Deer Meadow Shuffle
2. Deer Meadow Shuffle (Film Version)
3. Just You (Instrumental Baritone Guitar) (*)
4. Twin Peaks (Alternate Version)
5. Annie And Cooper
6. Nightsea Wind
7. Freshly Squeezed (Bass Clarinet)
8. Twin Peaks (Harp & Guitar)
9. Twin Peaks (Nostalgia Version)
10. Twin Peaks (Solo Rhodes)
11. Mysterioso #1
12. Mysterioso #1 (Film Version)
13. Mysterioso #2 (*)
14. Mysterioso #2 (Film Version)
15. Love Theme (Alternate Version)
16. Love Theme (Solo Rhodes)
17. Americana
18. James Hurley (Americana) (*)
19. Mister Snooty
20. Dance Of The Dream Man (Vibraphone) (*)
21. Picking on Country
22. I'm Hurt Bad (Industrial Symphony No. 1 Version)
23. Western Ballad
24. Preparing For M.T. Wentz
25. Secret Country
26. Dark Mood Woods
27. RR Swing
28. Great Northern Piano Tune 1
29. Great Northern Piano Tune 2 (Josie And Truman)
30. Great Northern Piano Tune 3
31. Twin Peaks (Solo Piano)
32. Girl Talk
33. Birds In Hell
34. Audrey's Prayer (Clarinet & Synth)
35. Audrey's Prayer (Synth)
36. The Norwegians
37. Sneaky Audrey
38. Freshly Squeezed (Mid-Tempo Solo Vibraphone)
39. Miss Twin Peaks Theme
40. Lucy's Dance
41. Lana's Dance
42. Miss Twin Peaks (Piano Rehearsal) (*)
43. Miss Twin Peaks (Finale)
44. Sycamore Trees (Instrumental)
45. South Sea Dreams
46. Hula Hoppin'
47. Love Theme (Piano & Rhodes)
48. Owl Cave
49. Slow Speed Orchestra 1 (24 Hours)
50. Slow Speed Orchestra 2 (Unease Motif/The Woods)
51. Slow Speed Orchestra 3 (Black Lodge Rumble)
52. Half Speed Orchestra 1 (Stair Music/Danger Theme)
53. Half Speed Orchestra 2 (Dark Forces)
54. Half Speed Orchestra 3 (Windom Earle's Motif)
55. James Visits Laura
56. Harold's Theme (The Living Novel)
57. Harold's Theme (Josie's Past)
58. Laura Palmer's Theme (Ghost Version)
59. Laura Palmer's Theme (Ethereal Pad Version)
60. Laura Palmer's Theme (Guardian Angel Version)
61. Dance Of The Dream Man (Solo Sax)
62. Audrey's Dance (Percussion & Clarinets)
63. Solo Percussion 1
64. Solo Percussion 2 (Grady's Waltz)
65. Solo Percussion 3
66. Northwest Gulch
67. Dance Of The Dream Man (Drums & Bass)
68. Dance Of The Dream Man (Solo Clarinet)
69. Freshly Squeezed (Fast Cool Jazz Solo Clarinet)
70. Dance Of The Dream Man (Solo Flute)
71. Dance Of The Dream Man (Solo Bass)
72. Just You (Instrumental)
73. The Bookhouse Boys
74. The Bookhouse Boys (Solo Guitar)
75. Earle's Theme
76. Half Speed Orchestra 5 (Leo's Theme)
77. Hank's Theme
78. Hank's Theme (Version 2)
79. Horne's Theme
80. Invitation To Love Theme
81. Invitation To Love (Bumper)
82. Invitation To Love (Lover's Dilemma)
83. Lana's Theme
84. Wheeler's Theme
85. Freshly Squeezed (Complete Version)
86. Freshly Squeezed (Clarinet)
87. Freshly Squeezed (Flute)
88. Freshly Squeezed (Mid-Tempo Version)
89. Freshly Squeezed (Fast Cool Jazz Version)
90. Freshly Squeezed (Fast Cool Jazz Solo Bass)
91. Freshly Squeezed (Solo Bass Clarinet)
92. Freshly Squeezed (Solo Clarinet)
93. Freshly Squeezed (Solo Flute)
94. The Mill Deal
95. Josie And Jonathan (The Mill Deal)
96. The Mill Fire
97. Teresa's Autopsy
98. Phillip Jeffries
99. Back To Fat Trout (Unease Motif/The Woods)
100. Laura Visits Harold
101. Behind The Mask
102. Wash Your Hands
103. It's Your Father
104. Jacques' Cabin/The Train Car
105. Circumference Of A Circle
106. Fire Walk With Me (Sax)
107. Dark Mood Woods (Studio Version)
108. One-Eyed Jack's Parlor Music (Piano) (*)
109. Twin Peaks (Christmas Greeting) (+)
110. Freshly Squeezed (Fast Cool Jazz Clarinet)
111. Laura Palmer's Theme (Baritone Guitar Punctuation)
112. Leo Returns
113. Laura Palmer's Theme (Caroline Version)
114. Laura Palmer's Theme (Letter From Harold)
115. Laura Palmer's Theme (Vibraphone)
116. Laura Palmer's Theme (Dark Synth)
117. Laura Palmer's Theme (Clarinet & Strings Bridge)
118. Laura Palmer's Theme (Clarinet Bridge)
119. Laura Palmer's Theme (Piano A) TK1
120. Laura Palmer's Theme (Piano A) TK2
121. Laura Palmer's Theme (Piano A) TK3
122. Laura Palmer's Theme (Piano A) TK4
123. Laura Palmer's Theme (Piano B) TK1 (*)
124. Laura Palmer's Theme (Piano B) TK2 (*)
125. Laura Palmer's Theme (Piano Bridge)
126. Laura Palmer's Theme (Solo Piano)
127. Night Bells (Original)
128. Night Bells (Slow Version)
129. Slow Speed Orchestra 4 (White Lodge Rumble)
130. Harold's Theme (Harpsichord)
131. Audrey's Prayer (Earle's Flute)
132. Audrey's Dance (Fast) (Clean)
133. Audrey's Dance (Clean)
134. Audrey's Dance (Fast) (Dance Of The Dream Man Clarinet) (*)
135. Audrey's Dance (Fast) (Dance Of The Dream Man Flute) (*)
136. Audrey's Dance (Fast) (Dance Of The Dream Man Sax) (*)
137. Audrey's Dance (Solo Rhodes)
138. Audrey's Dance (Synth & Vibraphone)
139. Audrey's Dance (Drums & Bass)
140. Sneaky Audrey (Alternate Version)
141. Sneaky Audrey (Audrey's Investigation)
142. Sneaky Audrey (Solo)
143. One-Armed Man's Theme (Solo Clarinet Improv)
144. Great Northern Big Band
145. Attack Of The Pine Weasel
146. Great Northern Piano Tune 4
147. Wedding Hymn
148. Wedding Song 1 (Accordion)
149. Wedding Song 2
150. Wedding Song 3 (Stranger Nights)
151. Twin Peaks (Solo Harp)
152. Ben's Lament
153. Ben's Battle
154. Ben's Battle (Solo Percussion)
155. Ben's Battle (Solo Flute) (*)
156. Ben's Battle (Solo Trumpet)
157. The Culmination
158. Half Speed Orchestra 4 (Dugpas)
159. Half Speed Orchestra 6 (Bob's Dance/Back To Missoula)
160. Half Speed Orchestra 7 (Through The Darkness) (*)
161. Distant Train
162. Laura's Dark Boogie (Clean)
163. The Red Room
164. Love Theme (Dark)
165. James And Evelyn
166. James And Evelyn (Trail Mix) (*)
167. Eveyln's Mourning
168. Eveyln's Mourning (Extended) (*)
169. La Speranza
170. Dark Intro 1 (*)
171. Dark Intro 2 (*)
172. Dark Intro 3 (*)
173. Dark Intro 4 (*)
174. Dark Intro 5 (*)
175. Dark Intro 6 (*)
176. Packards' Vibration (Original)
177. The Mill Dirge
178. Llama Country
179. Jumpin' Fiddlesticks (One-Eyed Jack's Country)
180. Dick Tremayne's Swing
181. Audrey's Walk (Earle's Flute)
182. Jean Renault's Theme (Solo Bass Clarinet)
183. Such Stuff as Dreams Are Made Of
184. Leo Attacks Bobby
185. The Pink Room (Extended Version)
186. Log Lady Presence
187. The Voice Of Love (Slow Version)
188. Half Heart (Solo)
189. Dance Of The Dream Man (Original)
190. Audrey (Original)
191. One Armed Man's Theme & Jean Renault's Theme (TV Mix)
192. Great Northern Piano Tune 2 (Josie And Truman) (Full)
193. Solo Percussion 4
194. Solo Percussion (Arbitrary Cymbals)
195. Wheeler's Theme (Alternate Version)
196. Freshly Squeezed (Fast Cool Jazz Clean) *partial
197. You Killed Mike/Night Bells (Film Mix)
198. Half Heart (Take 4) (*)
199. Half Heart (Slow Jazz Version) (*)
200. Half Heart (Clarinet & Strings) (*)
201. Chinese Theme (Demo) (*)
202. Falling Into Love Theme (Demo) (*)
203. Love Theme Light (Demo) (*)
204. Love Theme Slower And Darker (Demo) (*)
205. Love Theme To Falling (Demo) (*)
206. Low Wide And Beautiful (Demo) (*)
207. Night Walk (Demo) (*)
208. Slow Cool Jazz (Audrey's Dance) (Demo) (*)
209. Wide Vibrato Augmented Chords (Demo) (*)
210. Wide Vibrato Mood To Falling (Demo) (*)
211. Questions in a World of Blue (Demo) (*)

(*) mai usate nella serie o nel film

## Terza stagione

### Anthology Resource Vol. 1: △△
Anthology Resource Vol. 1: △△ è l'album della colonna sonora della terza stagione della serie televisiva Twin Peaks, pubblicato dal tecnico del suono Dean Hurley. Il disco include tracce di musica ambient prodotte da Hurley su direzione di David Lynch.

#### Tracce
Musiche di Dean Hurley.
1. Intro Cymbal Wind – 1:00
2. Night Electricity Theme – 2:52
3. Electricity I – 0:57
4. Weighted Room / Choral Swarm – 5:31
5. Tube Wind Dream – 1:24
6. Tone / Slow Speed Prison / Low Mood – 4:28
7. Slow One Chord Blues (Interior) – 1:10
8. Interior Home by the Sea – 1:26
9. Low Sustained Mystery – 1:58
10. Angel Choir Reveal – 0:30
11. Seven Heaven – 0:59
12. Eastern European Symphonic Mood No. 1 – 4:23
13. Black Box – 0:38
14. Girl Appears / Black Smoke – 2:37
15. Shanghai Mysterioso – 4:42
16. Forest / Interior – 2:44
17. Electricity II – 1:03
18. Future / Past – 1:23

### Twin Peaks: Music from the Limited Event Series
Twin Peaks: Music from the Limited Event Series è l'album della colonna sonora della terza stagione della serie televisiva Twin Peaks, pubblicato l'8 settembre 2017 dalla Rhino Entertainment.
Nel corso della serie, molti artisti conosciuti si esibiscono nel fittizio locale Bang Bang Bar (conosciuto come "Roadhouse"). Molti di essi furono scelti personalmente da David Lynch, inclusi i Nine Inch Nails, Sharon Van Etten, ed Eddie Vedder. L'album contiene la maggior parte dei brani eseguiti durante le esibizioni, oltre a vari altri pezzi che si ascoltano nel corso della serie.

#### Tracce
1. Twin Peaks Main Theme (edit) (Angelo Badalamenti, David Lynch) - 1:29 (Eseguita da Angelo Badalamenti)
2. Shadow (Johnny Jewel, Adam Miller, Nat Walker) - 3:45 (Eseguita dai Chromatics)
3. Mississippi (Jack Torrey) - 3:59 (Eseguita da The Cactus Blossoms)
4. Lark (Erika Forster, Annie Hart, Heather D'Angelo) - 4:16 (Eseguita da Au Revoir Simone)
5. I Am (Raphael Saadiq, Taura Stinson) - 1:46 (Eseguita da Blunted Beatz)
6. I Love How You Love Me (Barry Mann, Larry Kolber) - 2:05 (Eseguita da The Paris Sisters)
7. Snake Eyes (Riley Lynch, Dirty Beaches, Alex Zhang Hungtai, Dean Hurley) - 3:52 (Eseguita dai Trouble)
8. Tarifa (Roadhouse mix) (Sharon Van Etten) - 4:46 (Eseguita da Sharon Van Etten)
9. She's Gone Away (Trent Reznor, Atticus Ross) - 6:00 (Eseguita dai Nine Inch Nails)
10. My Prayer (Georges Boulanger, Jimmy Kennedy) - 2:46 (Eseguita dai The Platters)
11. No Stars (Rebekah Del Rio, D. Lynch, John Neff) - 7:21 (Eseguita da Rebekah Del Rio)
12. Viva Las Vegas (Doc Pomus, Mort Shuman) - 4:47 (Eseguita da Shawn Colvin)
13. Just You (A. Badalamenti, D. Lynch) - 3:35 (Eseguita da James Marshall)
14. Green Onions (Booker T. Jones, Steve Cropper, Al Jackson Jr., Lewis Steinberg) - 2:53 (Eseguita dai Booker T. & the M.G.'s)
15. Wild West (Roadhouse mix) (Elisabeth Corrin Maurus, Curt Schneider) - 3:39 (Eseguita da Lissie)
16. Sharp Dressed Man (Billy Gibbons, Dusty Hill, Frank Beard) - 4:14 (Eseguita dagli ZZ Top)
17. Axolotl (Roadhouse mix) (Finn Andrews, Jaime Meline, Wilder Zoby) - 3:03 (Eseguita dai The Veils)
18. Out of Sand (Eddie Vedder) - 3:27 (Eseguita da Eddie Vedder)
19. I've Been Loving You Too Long (live from Monterey Pop) (Otis Redding, Jerry Butler) - 4:05 (Eseguita da Otis Redding)
20. The World Spins (A. Badalamenti, D. Lynch) - 6:38 (Eseguita da Julee Cruise)

### Twin Peaks: Limited Event Series Original Soundtrack
Twin Peaks: Limited Event Series Original Soundtrack è un album del compositore Angelo Badalamenti contenente la colonna sonora della terza stagione della serie televisiva Twin Peaks. Il disco è stato pubblicato l'8 settembre 2017 dalla Rhino Entertainment. In esso sono incluse alcune composizioni di Badalamenti precedentemente inedite.

#### Tracce
1. Twin Peaks Theme (Angelo Badalamenti, David Lynch) - 5:04 (Eseguita da Angelo Badalamenti)
2. American Woman (David Lynch remix) (Jessy Wilson, Kallie North, Butch Walker, Jason White) - 4:13 (Eseguita da Muddy Magnolias)
3. Laura Palmer's Theme (Love Theme from Twin Peaks) (Angelo Badalamenti) - 4:49 (Eseguita da Angelo Badalamenti)
4. Accident / Farewell Theme (Angelo Badalamenti) - 3:13 (Eseguita da Angelo Badalamenti)
5. Grady Groove (Angelo Badalamenti) - 1:40 (Eseguita da Angelo Badalamenti featuring Grady Tate)
6. Windswept (reprise) (Johnny Jewel, Nat Walker) - 3:53 (Eseguita da Johnny Jewel)
7. Dark Mood Woods / The Red Room (Angelo Badalamenti) - 5:42 (Eseguita da Angelo Badalamenti)
8. The Chair (Angelo Badalamenti) - 4:31 (Eseguita da Angelo Badalamenti)
9. Deer Meadow Shuffle (Angelo Badalamenti) - 4:33 (Eseguita da Angelo Badalamenti)
10. Threnody to the Victims of Hiroshima (Krzysztof Penderecki) - 9:30 (Eseguita da Orchestra filarmonica di Varsavia e Witold Rowicki)
11. Slow 30's Room (D. Lynch, Dean Hurley) - 2:06 (Eseguita da David Lynch e Dean Hurley)
12. The Fireman (Angelo Badalamenti) - 7:13 (Eseguita da Angelo Badalamenti)
13. Saturday (strumentale) (Jewel, Adam Miller, Walker) - 3:14 (Eseguita dai Chromatics)
14. Headless Chicken (Badalamenti, Lynch) - 2:44 (Eseguita da Thought Gang (Angelo Badalamenti & David Lynch))
15. Night (Angelo Badalamenti) - 2:44 (Eseguita da Angelo Badalamenti)
16. Heartbreaking (Angelo Badalamenti) - 4:10 (Eseguita da Angelo Badalamenti)
17. Audrey's Dance (Angelo Badalamenti) - 5:28 (Eseguita da Angelo Badalamenti)
18. Dark Space Low (Angelo Badalamenti) - 2:15 (Eseguita da Angelo Badalamenti)